# Yankee Stadium
Das Yankee Stadium ist das Baseballstadion der New York Yankees. Es liegt im Süden der Bronx, einem Stadtteil der US-amerikanischen Metropole New York City im Bundesstaat New York. Es wurde am 3. April 2009 eröffnet und ersetzte das alte Yankee Stadium von 1923, das bis zum 13. Mai 2010 abgerissen wurde. Die Heimspielstätte der Yankees bietet momentan zu Baseballspielen 46.537 Plätze. Zu den Partien des New York City FC aus der Major League Soccer (MLS) stehen 28.743 bis maximal 46.537 Plätze zur Verfügung.

## Architektur
Die Architektur lehnt sich sehr stark an das alte Stadion an, so ist die Fassade wie beim alten Stadion mit Granit verblendet. Der unter dem Dach des alten Stadions angebrachte Fries aus Metall wurde auch beim neuen Stadion wieder verwendet. Der Innenraum des Stadions ist voller Fotos, die die Geschichte der Yankees erzählen. Außerdem beinhaltet das Yankee Stadion einen Pokal- und Trophäen-Raum.
Im Stadion befindet sich auch der Monumentpark II in dem den wichtigsten Persönlichkeiten der New York Yankees wie unter anderen dem Spieler Babe Ruth oder dem langjährigen Manager Ed Barrow ein Denkmal gesetzt wurde. Besucher können diese Gedenkstätte vor jedem Spiel besuchen, bevor sie etwa eine halbe Stunde vor Spielbeginn geschlossen wird.

## Finanzierung
Das Stadion wurde größtenteils durch eine Anleihe der Stadt finanziert. Das Geld soll auch durch hohe Ticketpreise (2625 US-Dollar/Spiel hinter der Homeplate und bis zu 850.000 US-Dollar/Saison in einer Loge) refinanziert werden. Trotz der hohen Preise waren die ersten 20 Spiele bereits vor Saisonbeginn ausverkauft. 